# Kchang Chaj
Kchang Chaj (čínsky pchin-jinem Kāng Hǎi, znaky 康海, 1475–1540) byl čínský dramatik a básník v žánrech ca-ťü, san-čchü a fu působící v říši Ming.

## Jména
Kchang Chaj používal zdvořilostní jméno Te-chan (čínsky pchin-jinem Déhán, znaky 德涵) a literární pseudonymy Tuej-šan (čínsky pchin-jinem Duìshān, znaky zjednodušené 对山, tradiční 對山) a Pchan-tung jü-fu (čínsky pchin-jinem Pàndōng yúfù, znaky zjednodušené 沜东渔父, tradiční 沜東漁父).

## Život
Kchang Chaj pocházel z okresu Wu-kung ve střední části provincie Šen-si ležící na severovýchodě mingské Číny. V mládí studoval konfucianismus, přihlásil se k úřednickým zkouškám, složil jejich nižší stupně a roku 1502 složil i jejich nejvyšší stupeň, palácovou zkoušku, a získal titul ťin-š’. U palácové zkoušky přitom dosáhl vynikajícího prvního místa v pořadí. Poté nastoupil úřední kariéru.
Působil v akademii Chan-lin. Zapojil se do literárních diskuzí v Pekingu, kde patřil k takzvaným sedmi dřívějším mingským mistrům, kteří odmítali dosud převažující poezii kabinetního stylu a inspiraci hledali u tchangských a starších básníků. Společně s přítelem a kolegou z akademie Wang Ťiou-s’em byl Kchang Chaj zvláště kritický ke kabinetní poezii jakžto prázdné, bez emocionálního náboje. Chtěli se proto vrátit „ke kořenům“ básnické tvorby učením se od mistrů minulosti – vrcholně tchangských básníků a mezi nimi zejména Tu Fua. Nicméně vzory minulosti se neomezovaly jen na jednu éru, tak Kchang Chajovy básně fu, v jejichž skládání vynikl, měly hodně společného s lyrikou období Jižních dynastií.
Roku 1510 vlivný eunuch Liou Ťin prohrál v mocenském boji a byl popraven, načež byli ze svých míst v akademii odvoláni Wang Ťiou-s’ i Kchang Chaj, ačkoliv jejich faktické styky s Liou Ťinem byly minimální; nicméně k odvolání stačilo, že pocházeli ze stejné provincie.
Kchang Chaj se vrátil domů a – společně s Wang Ťiou-s’em – se soustředil na literární aktivity. Oba se věnovali literatuře, dramatu i hudbě, ceněny byly jejich „severních písně“ san-čchü. Kchang vydal na čtyři sta krátkých písní v hovorovém jazyce a přes sto dlouhých skladeb. Nicméně kritici si více cenili písní Wanga, i když jich složil méně.
Ve svých hrách ca-tü Kchang Chaj využíval satiru a alegorii k nepřímé kritice soudobé politiky, příkladem je jeho nejúspěšnější hra Vlk z Čung-šanu. V hrách používal nový elegantní styl, když mísil hovorový jazyk s klasickými obraty. K provozování dramatických představení si vydržoval vlastní hereckou společnost, s jejímž vedením mu pomáhala manželka, pocházející z rodiny profesionálních hudebníků a herců.